# Louanges des Deux Terres

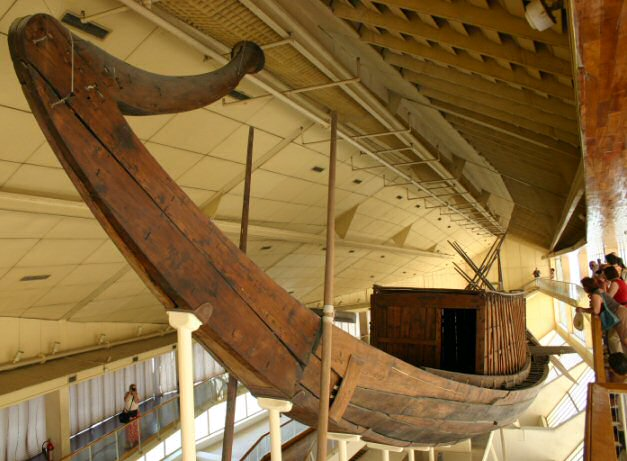
La barque solaire de Khéops, similaire en taille au Louanges des Deux Terres

Louanges des Deux Terres, apparaît sur une inscription[réf. nécessaire] datée d'environ -2600 sur les projets de construction de bateaux du pharaon égyptien Snéfrou. C'est le plus ancien bateau qui, à ce jour, portait un nom. 

## Description
Ce grand vaisseau faisait environ cinquante mètres de long et était fabriqué en bois de cèdre.
Dans les temps anciens, les noms des navires étaient ou dérivaient généralement de ceux des dieux/déesses des cités d'où ils étaient originaires ou du nom d'une divinité protectrice. Appelés un parasemon ou episemon, ces noms étaient destinés à apporter la bonne fortune et donc, la sécurité en mer et sur les flots à leurs porteurs. 
En ancienne Égypte, un bateau était souvent nommé après le pharaon ou une de ses vertus. Par exemple, le navire construit près de 1200 ans plus tard pour Amenhotep II, qui régna de 1427 av. J.-C. à 1400 av. J.-C., s'appelait, Amenhotep II qui fit fortes les Deux Terres. Les « Deux Terres » font ici référence à la Haute Égypte au sud et la Basse Égypte au nord. Le nom du navire de Snéfrou, Louanges des Deux Terres, a de fortes implications politiques, signifiant probablement l'union entre les terres de Haute et Basse Égypte,.
On ignore si le nom du navire (i.e. Louanges des Deux Terres) était apposé sur son flanc comme cela est le cas aujourd’hui afin que les autres navires puissent voir l'inscription. Il est probable qu'une marque était utilisée à la place puisque n’existaient à l'époque ni lunettes ni télescope qui auraient pu être utilisés du rivage ou d'un autre navire.

## Sources
- Anzovin, Steven et al, Famous First Facts (International Edition), H. W. Wilson Company, 2000,  (ISBN 0-8242-0958-3)
- (en) Lionel Casson, Ships and Seamanship in the Ancient World, The Johns Hopkins University Press, 1995 (ISBN 0-8018-5130-0).
- Kennedy, Don H. et al, Ship names: origins and usages during 45 centuries, published for Mariners Museum by University Press of Virginia, Charlottesville, 1974,  (ISBN 0-8139053-1-1)
- Meyers, Eric M., Wood, The Oxford Encyclopedia of Archaeology in the Near East, New York, Oxford University Press, 1997,  (ISBN 0-1951121-8-0)
- Spectre, Peter H., A Mariner's Miscellany, Sheridan House, Inc., 2005,  (ISBN 1-5740919-5-6)
- Sperber, Daniel, Nautica Talmudica, Brill Archive, 1986,  (ISBN 9-0040824-9-2)
- Williams, Robert H., Joyful Trek, Texas Tech University Press, 1996,  (ISBN 0-8967235-6-9)